# Eccopsis
Eccopsis là một chi bướm đêm thuộc phân họ Olethreutinae, họ Tortricidae Tortricidae.

## Các loài
- Eccopsis aegidia (Meyrick, 1932)
- Eccopsis agassizi Aarvik, 2004
- Eccopsis deprinsi Aarvik, 2004
- Eccopsis encardia Diakonoff, 1983
- Eccopsis heterodon Diakonoff, 1981
- Eccopsis incultana (Walker, 1863)
- Eccopsis maschalista (Meyrick, 1932)
- Eccopsis morogoro Aarvik, 2004
- Eccopsis nebulana Walsingham, 1891
- Eccopsis ninicecelie Aarvik, 2004
- Eccopsis ochrana Aarvik, 2004
- Eccopsis praecedens Walsingham, 1897
- Eccopsis tucki Aarvik, 2004
- Eccopsis wahlbergiana Zeller, 1852